# Masasumi Kakizaki

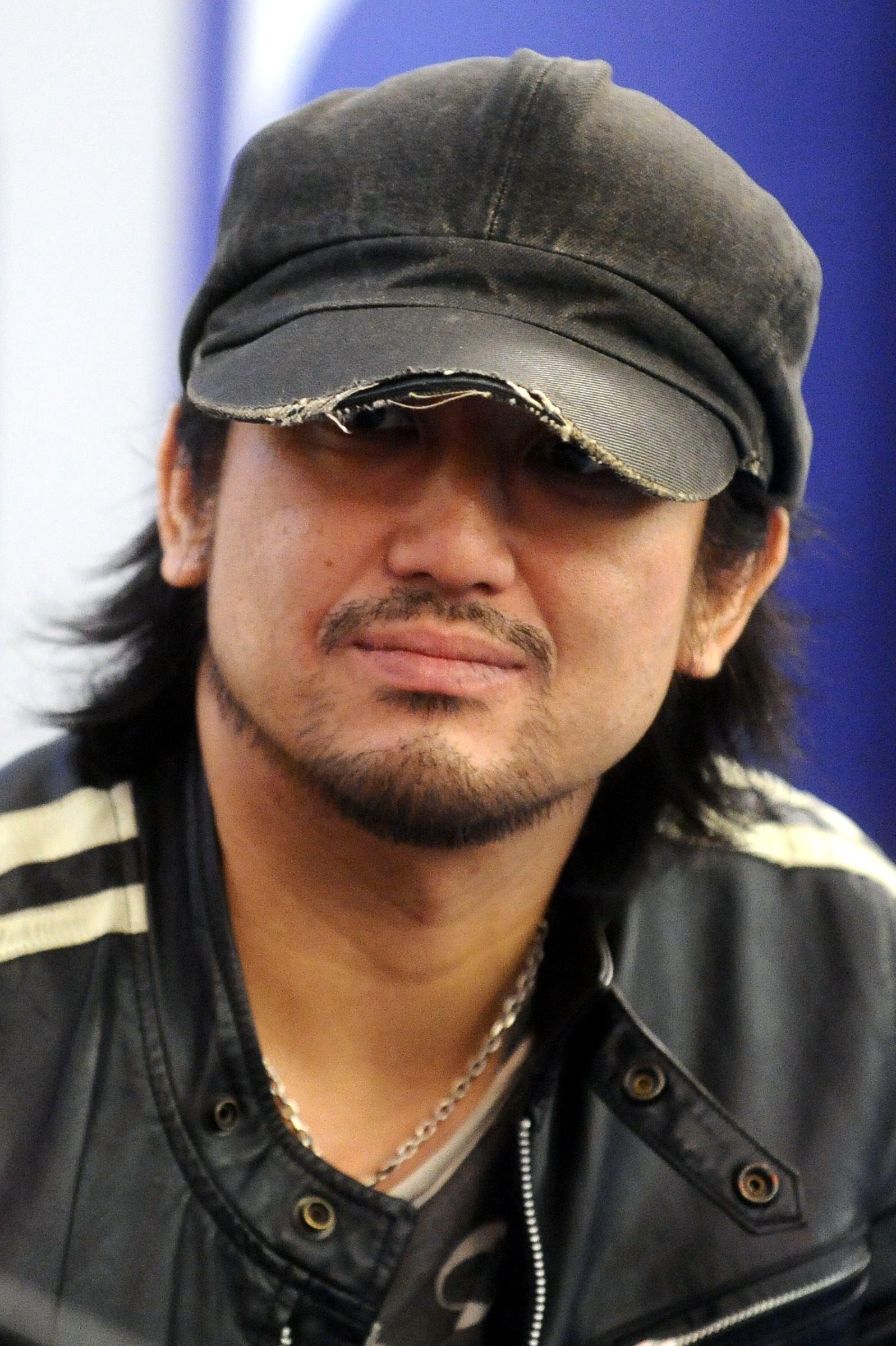
Masasumi Kakizaki (2014)

Masasumi Kakizaki (jap. 柿崎 正澄, Kakizaki Masasumi; * 18. Mai 1978 in Mombetsu, Präfektur Hokkaidō) ist ein japanischer Mangazeichner.

## Biographie
Masasumi Kakizaki machte nach der Schule eine Ausbildung an einer Designfachschule in Sapporo und ging dann nach Tokio, wo er je ein Jahr als Assistent der Mangaka Inosuke Rodriguez und dann Shūhō Satō arbeitete. Sein Debüt als Mangaka hatte er im Februar 2001 mit der Veröffentlichung des Oneshot-Manga Two Top. Im selben Jahr startete er zusammen mit Kyōichi Nanatsuki seine erste Reihe X-Gene, die es auf drei Bände brachte.
Im Anschluss daran schuf er zusammen mit dem Autor George Abe seine bisher längste Serie: Rainbow – Nisha Rokubō no Shichinin. Rainbow handelt von sechs jugendlichen Straftätern und ihrer harten Zeit nach einer menschenverachtenden Besserungsanstalt. Der Manga gewann 2005 den Shōgakukan-Manga-Preis, fand 2010 nach 22 Bänden seinen Abschluss und wurde 2010 auch als Anime-Fernsehserie adaptiert.
Nach dem Horror-Einzelband Kansen Rettō, basierend auf dem parallel dazu gedrehten aber erst Anfang 2009 erschienenen gleichnamigen Film von Takahisa Zeze, der vom Ausbruch eines tödlichen Virus erzählt, begann Kakizaki mit der Arbeit an dem Manga Hideout. Es handelt von einem Ehepaar, das nach dem tragischen Verlust ihres Sohnes auf einer Insel Erholung sucht. Allerdings verlaufen sie sich auf der Insel und müssen anschließend in einer verlassen Höhle um ihr Überleben kämpfen. Dieser erschien in Deutschland als Dark Hideout 2014 bei Egmont Manga.
2011 startete Kakizakis erste eigene Manga-Serie namens Green Blood. Die fünfbändige Serie handelt von einem irischen Bruderpaar, das sich Mitte des 19. Jahrhunderts in den Five Points, einem von Bandenkriegen terrorisierten Getto in Manhattan, beweisen muss. Parallel dazu entstand das Werk Tōjūshi Bestiarius. Beide wurden ebenfalls auf Deutsch lizenziert und erscheinen seit dem November 2014 bei Carlsen bzw. letzteres als Bestiarius ab Juli 2015 bei Egmont.

## Werke
- Two Top (ツートップ, Tsū Toppu), 2001, 1 Kapitel
- X-Gene (X-GENE) mit Kyōichi Nanatsuki, 2001–2002, 3 Bände
- Rainbow (RAINBOW -二舎六房の七人-) mit George Abe, 2002–2010, 22 Bände
- Kansen Rettō (感染列島), 2008, 1 Band
- Dark Hideout (HIDEOUT), 2010, 1 Band
- Green Blood (GREEN BLOOD-グリーン・ブラッド-), 2011–2013, 5 Bände
- Bestiarius (闘獣士 ベスティアリウス, Tōjūshi Besutiariusu), 2011–2014
- Yomotsuhegui: Die Frucht aus dem Totenreich (ヨモツヘグイ 死者の国の果実 Yomotsu Hegui – Shisha no Kuni no Kajitsu), 2022–2023